# Iulian și Vasilissa
Vezi, de asemenea, Sfântul Iulian
Sfinții Iulian și Vasilissa (morți în jurul anului 304) erau soț și soție. Ei au fost martiri creștini care au murit fie în Antiohia, fie, mai probabil, la Antinoe, în timpul domniei lui Dioclețian, la începutul secolului al IV-lea, pe 9 ianuarie, potrivit Martirologiului Roman, sau pe 8 ianuarie, potrivit greacă Menaea Graeca.
Ziua lor de sărbătoare este, de asemenea, 6 ianuarie, în timp ce un grup de persoane martirizate odată cu Iulian (Celsus, Marcionilla, Antonie, Anastasie) au ziua de sărbătoare pe 9 ianuarie.
Nu există nicio informație istorică referitoare la aceste două personaje și mai mult de o dată acest Iulian din Antinoe a fost confundat cu Iulian din Cilicia. Confuzia este ușor de explicat prin faptul că treizeci și nouă de sfinți cu acest nume sunt menționați în Martirologiul Roman, dintre care opt sunt comemorați în luna ianuarie. Dar se știe foarte puțin despre acest sfânt, lăsând la o parte exagerările din Faptele sale.

## Legendă
Forțat de familie să se căsătorească, el s-a înțeles cu soția sa, Vasilissa, ca ambii să-și păstreze virginitatea și a încurajat-o în continuare să fondeze o mănăstire pentru femei, în care ea a devenit maică superioară, în timp ce el însuși a adunat un număr mare de călugări și și-a asumat conducerea lor. Cei doi au transformat casa lor într-un spital care putea găzdui până la 1.000 de persoane (astfel, Iulian este adesea confundat cu Iulian Ospitalierul).
Vasilissa a avut parte de o moarte de sfântă, dar martiriul i-a fost rezervat lui Iulian în timpul Persecuțiilor lui Dioclețian.

## Martiriul lui Iulian
Iulian a fost arestat în timpul persecuției lui Dioclețian, fiind torturat și condamnat la moarte în Antiohia din provincia romană Siria, prin ordin al guvernatorului Marțian, potrivit latinilor, sau la Antinoe, în Egipt, potrivit grecilor, ceea ce pare mai probabil. Din păcate, din moment ce majoritatea sfinților au trăit în aceeași perioadă istorică, este greu de deosebit care sunt detaliile specifice ale vieții și morții lor.
Celsus, tânărul fiu al Marcionillei, a fost martirizat împreună cu Iulian. Preotul Antonie a fost martirizat în același timp, împreună cu un neofit recent convertit pe nume Anastasie. Se spune că și cei șapte frați ai Marcionillei ar fi fost, de asemenea, uciși.

## Venerare
În orice caz, acești doi sfinți trebuie să se fi bucurat de o mare reputație în antichitate, iar venerarea lor datează dintr-o perioadă anterioară secolului al VIII-lea. În Martyrologium Hieronymianum ei sunt menționați pe 6 ianuarie; Usuard, Ado, Notker de St. Gallen și alții îi plasează pe 9 ianuarie, iar Rabanus Maurus pe 13 ianuarie, în timp ce Vandelbert îi așează pe 13 februarie și Menologul lui Canisius în data de 21 iunie, zi pe care Menaea Graeca i-o atribuie Sf. Iulian din Cezareea. A existat o biserică la Constantinopol, dedicată acestor sfinți, care erau înscriși în calendarul grecesc pe 5 iulie.
S-a mai păstrat doar un fragment din Pasiunea Sf. Julian și a soției sale, Vasilissa din Viețile Sfinților a lui Ælfric, dar conține legenda tradițională: doi sfinți jură să nu-și consume căsătoria în noaptea nunții lor și să ducă o viață castă („clænnysse”). Iulian suferă martiriul prin decapitare.